# Halbstarrachse
Unter dem Namen Halbstarrachse werden drei Bauarten  der Radaufhängung von Automobilen zusammengefasst. Gemeinsam ist ihnen ein biegesteifer, aber  verdrehweicher Balken mit offenem Profil meist in U-Form, der beide Seiten der Radaufhängung miteinander verbindet und zusätzlich  als  Stabilisator wirkt. Sie werden nur bei nicht angetriebenen Hinterrädern verwendet.

## Varianten
Zwischen folgenden drei Varianten wird unterschieden:
- Torsionskurbelachse: Der Querbalken befindet sich an den Enden zweier Längslenker zwischen den Rädern wie bei einer Starrachse. Die Längslenker sind torsions- und in Querrichtung biegeweiche Flachprofil-Stäbe; seitlich geführt wird die Achse mit einem Panhardstab.
- Koppellenkerachse:  Der Querbalken befindet sich bei etwa einem Drittel der Länge ab Drehlager an den Längslenkern, die als steife Rohrprofile ausgeführt sind.
- Verbundlenkerachse: Der Querbalken befindet sich nahe der Drehlager der Längslenker. Die Drehachse geht durch den Schubmittelpunkt des Profils.

## Vorteile
Vorteilige Merkmale der Verbundlenkerachsen:
- kostengünstig

- geringer Raumbedarf

- flacher Aufbau

- leichte Montage und Demontage der Achse

- bestimmte vorgegebene Stabilisatorwirkung durch den Querträger

- geringe Spurweitenänderung

## Nachteile
- Spannungsspitzen bei den Übergangsstellen von Verdrehsteifen zu biegeweichen Bauteilen

- Übersteuerneigung unter Querkraft

- ungünstige Seitenkraftabstützung (schlechte Quersteifigkeit)

- ungeeignet als angetriebene Achse

- niveauabhängige Spurkurven beim wechselseitigen Federn erfordern eine unterhalb der Radmitte liegende Anbindung der Längsarme

- geringes Abstimmpotenzial